# Quinto Fabio Ambusto (tribuno consolare)
Quinto Fabio Ambusto (Roma, ... – 389 a.C.) è stato un politico e militare romano.

## Assedio di Chiusi
Quinto Fabio nel 391 a.C. fu inviato dal Senato romano, insieme ai due fratelli Cesone Fabio Ambusto e Numerio Fabio Ambusto, a Chiusi per trattare con i Galli Senoni, guidati da Brenno, nell'assedio della città etrusca.
Come gli altri fratelli non si distinse per le capacità diplomatiche, anzi contravvenendo alle regole delle ambascerie, con il suo intervento attivo nel conflitto, determinò tutta la serie di eventi che avrebbero portato, l'anno successivo, alla discesa dei Galli a Roma.
(Tito Livio, "Ab Urbe Condita", V, 3, 36.)
I Galli inviarono un'ambasciata a Roma, per ottenere la consegna di Quinto Fabio perché fosse giudicato per il suo crimine, ma il Senato per non dispiacere alla famiglia dei Fabii, lasciò la decisione al popolo che, non solo non condannò l'operato dei tre Fabii, ma li nominò alla massima magistratura romana, ottenendo così che i Senoni volgessero le loro armi contro Roma.

## Tribunato consolare
Nel 390 a.C. fu eletto tribuno consolare con Quinto Sulpicio Longo, Cesone Fabio Ambusto, Numerio Fabio Ambusto, Quinto Servilio Fidenate e Publio Cornelio Maluginense.
A Quinto, ed agli altri Tribuni, Tito Livio addebita le maggiori responsabilità della sconfitta romana alla battaglia del fiume Allia, prologo del Sacco di Roma ad opera dei Galli Senoni condotti da Brenno.
E Quinto, insieme agli altri Tribuni consolari, fu tra i più strenui sostenitori della proposta di lasciare Roma per stabilirsi a Veio, dopo che i Galli erano stati sconfitti.
(Tito Livio, "Ab Urbe Condita", V, 4, 49.)
Decaduto dalla carica, accusato dal tribuno della plebe Gneo Marcio per avere violato il diritto delle genti con il suo comportamento durante l'ambasciata a Chiusi, Quinto Fabio fu sottratto al processo dalla morte.